# Catalina elegans
Pour les articles homonymes, voir Catalina.
Genre
Espèce
Catalina elegans est une espèce d'insectes coléoptères de la famille des Staphylinidae (sous-famille des Aleocharinae, tribu des Termitonannini, sous-tribu des Perinthina). C'est la seule espèce du genre Catalina (taxon monotypique). On la trouve en Afrique tropicale, notamment au Gabon.
Catalina elegans est un staphylin termitophile. Il possède des glandes tégumentaires sur la partie dorsale de l'abdomen.